# Liste der Kulturgüter in Weiach
Die Liste der Kulturgüter in Weiach enthält alle Objekte in der Gemeinde Weiach im Kanton Zürich, die gemäss der Haager Konvention zum Schutz von Kulturgut bei bewaffneten Konflikten, dem Bundesgesetz vom 20. Juni 2014 über den Schutz der Kulturgüter bei bewaffneten Konflikten, bei Katastrophen und in Notlagen sowie der Verordnung vom 29. Oktober 2014 über den Schutz der Kulturgüter bei bewaffneten Konflikten, bei Katastrophen und in Notlagen unter Schutz stehen.
Objekte der Kategorien A und B sind vollständig in der Liste enthalten, Objekte der Kategorie C fehlen zurzeit (Stand: 1. Januar 2022). Unter übrige Baudenkmäler sind weitere geschützte Objekte zu finden, die im Verzeichnis der Objekte von überkommunaler Bedeutung der kantonalen Denkmalpflege zu finden und nicht bereits in der Liste der Kulturgüter enthalten sind.

## Kulturgüter
| Foto | | Objekt                                                                                                   | Kat. | Typ | Standort                          | Beschreibung |
| ---- | --- | --- | ---- | --- | --------------------------------- | ------------ |
| ja   | Datei hochladen · Wikidata zu Reformierte Kirche Weiach (Q18002391)                                          | Kirchenbezirk (Kirche, Pfarrhaus, Pfrundscheune, Waschhaus, Kirchhof, Mauer mit Scharten) KGS-Nr.: 10339 | A    | G   | Büelstrasse 15–19 675213 / 267896 |              |
| ja   | Datei hochladen · Wikidata zu Leebern, Teil der spätrömischen Rheinbefestigung (Q29574279)                   | Leebern, Teil der spätrömischen Rheinbefestigung KGS-Nr.: 11678                                          | A    | F   | 675000 / 268625                   |              |
| ja   | Datei hochladen · Wikidata zu Hardwald, Teil der spätrömischen Rheinbefestigung (Q29574278)                  | Hard, Teil der spätrömischen Rheinbefestigung KGS-Nr.: 11679                                             | A    | F   | 676450 / 269400                   |              |
| BW   | Datei hochladen · Wikidata zu Fasnachtfluh, prähistorische Wallanlage (Q29933239)                            | Fasnachtfluh, Wallanlage unbekannter Zeitstellung KGS-Nr.: 7738                                          | B    | F   | 675750 / 267840                   |              |
| BW   | Datei hochladen · Wikidata zu Stein, befestigte Gebäuderuine und Wörndel / Leuenkopf, Wallanlage (Q29933243) | Stein / Wörndel / Leuenkopf, Wallanlage unbekannter Zeitstellung KGS-Nr.: 7741                           | B    | F   | 676200 / 268120                   |              |

## Übrige Baudenkmäler
| ID                 | Foto |                                                                    | Objekt                                          | Kat.    | Typ | Standort                           | Beschreibung |
| ------------------ | ---- | ------------------------------------------------------------------ | ----------------------------------------------- | ------- | --- | ---------------------------------- | ------------ |
| 10200080           |      | Datei hochladen                                                    | Bauernhaus mit Schopf                           | C       | G   | Höbrig 674445 / 267535             |              |
| 10200239           | ja   | Datei hochladen · Wikidata zu Reformierte Kirche Weiach (Q2137131) | Reformierte Kirche                              | B kant. | G   | Büelstrasse 15 675200 / 267905     |              |
| 10200241           | ja   | Datei hochladen                                                    | Ehemaliges Waschhaus, Garagengebäude            | B kant. | G   | Büelstrasse 17 bei 675213 / 267880 |              |
| 10200243           | ja   | Datei hochladen                                                    | Pfarrhausscheune, Versammlungsgebäude           | B kant. | G   | Büelstrasse 19 675227 / 267891     |              |
| 10200245           | ja   | Datei hochladen                                                    | Reformiertes Pfarrhaus                          | B kant. | G   | Büelstrasse 17 675211 / 267864     |              |
| 10200255           |      | Datei hochladen                                                    | Bauernhaus, bis 1830 ehafte Taverne zum Sternen | C       | G   | Oberdorfstrasse 7 675283 / 267797  |              |
| 10200287           | ja   | Datei hochladen                                                    | Bauernhaus, mittlerer Hausteil (im Bild rechts) | C       | G   | Oberdorfstrasse 27 675399 / 267643 |              |
| 10200305           | ja   | Datei hochladen                                                    | Ehemalige Mühle                                 | C       | G   | Müliweg 7 675511 / 267527          |              |
| 102GRAB00001       |      | Datei hochladen                                                    | Grabhügelgruppe, bronzezeitlich ?               | B kant. | F   | 676815 / 269293                    |              |
| 102LOCH00001       |      | Datei hochladen                                                    | Tiefes Bodenloch                                | B kant. | F   | 676275 / 268075                    |              |
| 102WEIDGRABEN00001 |      | Datei hochladen                                                    | Alter Weidgraben                                | B kant. | F   | 673500 / 267200                    |              |
| 102WEIDGRABEN00003 |      | Datei hochladen                                                    | Alter Weidgraben                                | B kant. | F   | 677125 / 269300                    |              |
|                    | ja   | Datei hochladen                                                    | Infanteriebunker Ofen Ost                       | B reg.  | G   | Glattfelderstrasse 677235 / 268585 |              |
|                    |      | Datei hochladen                                                    | Infanteriebunker Ofen West                      | B reg.  | G   | 676979 / 268499                    |              |

Legende: Im Wesentlichen siehe Legende der Liste der Kulturgüter von nationaler und regionaler Bedeutung, mit folgenden Ausnahmen:
- Anstelle der KGS-Nummer wird als Objekt-Identifikator (ID) die Inventarnummer im Verzeichnis der Objekte von überkommunaler Bedeutung des kantonalen Denkmalschutzamtes verwendet.
- Bei den Kategorien wird wie folgt unterschieden: B kant. = Objekt von kantonaler Bedeutung (Kanton Zürich); B reg. = Objekt von regionaler Bedeutung (Kanton Zürich).